# Euphitrea taiwana
Euphitrea taiwana es una especie de insecto coleóptero de la familia Chrysomelidae.
Fue descrita científicamente en 1991 por Kimoto.